# Hershey's Cookies 'n' Creme
Hershey Cookies 'n' Creme fue una barra de chocolate blanco (ahora sin chocolate) plano que contiene bits de galletas en forma de manera uniforme similares en sabor y textura a una Oreo. Fue introducido en 1994. Es fabricado por The Hershey Company.

## Características
La barra de tamaño estándar tiene 12 bloques rectangulares dispuestas en una cuadrícula de 3X4. Tanto la leche de chocolate de Hershey y galletas y crema barras de Hershey también están incluidos en Gotas de Hershey, que son dulces circulares publicadas en 2010.
Una barra de medida la medida King Size fue más tarde liberada, siendo de las dimensiones de la barra normal, pero más gruesa. Esto es uno de los pocos chocolates Hershey's en ser vendidos en el Reino Unido

## Cambio de receta
The Hershey Company más tarde comenzó a cambiar los ingredientes de algunos de sus productos con el fin de reemplazar la "relativamente cara" manteca de cacao con sustitutos del aceite. Como resultado, el empaque ya no declara que la barra contiene chocolate blanco.

## Información de nutricional
1.55oz o barra de 43g:
- Calorías: 220 (100 de grasa)
- Grasa total: 12g (7g de grasa saturada)
- Colesterol: 5mg
- Sodio: 100 mg
- Total Carb.: 26g (19g de azúcares)
- Proteína: 3g

## Cereal
El 5 de julio de 2013, Hershey Cookies 'n' Creme estuvo liberado como cereal por Mills General.